# Passage to Marseille
Passage to Marseille is een Amerikaanse oorlogsfilm uit 1944 onder regie van Michael Curtiz. In Nederland werd de film destijds uitgebracht onder de titel Ontsnapt van het Duivelseiland.

## Verhaal
Jean Matrac is een journalist die het Franse pact met de nazi's ter discussie stelt. Hij wordt gevangengenomen door het Vichy-regime en gedeporteerd naar het Duivelseiland. Hij weet echter te ontsnappen en belandt op een schip met bestemming Marseille. Onderweg tracht majoor Duval het schip te veroveren.

## Rolverdeling
| Acteur             | Personage            |
| ------------------ | -------------------- |
| Humphrey Bogart    | Jean Matrac          |
| Claude Rains       | Kapitein Freycinet   |
| Michèle Morgan     | Paula Matrac         |
| Philip Dorn        | Renault              |
| Sydney Greenstreet | Majoor Duval         |
| Peter Lorre        | Marius               |
| George Tobias      | Petit                |
| Helmut Dantine     | Garou                |
| John Loder         | Manning              |
| Victor Francen     | Kapitein Patain Malo |
| Vladimir Sokoloff  | Grand-père           |
| Eduardo Ciannelli  | Hoofdmonteur         |
| Corinna Mura       | Zangeres             |